# Bancroft, Nebraska
Bancroft är en ort i Cuming County i delstaten Nebraska, USA.